# António Mário de Figueiredo Campos
António Mário de Figueiredo Campos ComIP • ComSE • MOCE • ComA • ComC • DSO • MPBS • MOSD (Lamego, 1876 – Lisboa, ?) foi um militar, professor e escritor português.

## Biografia
Nasceu em Lamego, em 1876.
Em 1897, concluiu o curso de oficial de Cavalaria, e 1903 terminou com distinção o curso de oficial do Estado-Maior, organismo onde permaneceu durante a maior parte da sua carreira militar.
Começou a lecionar na Escola de Guerra em 1914, e em 1921 foi nomeado como comandante interino na Escola Militar.
Em 1 de fevereiro de 1933, a Gazeta dos Caminhos de Ferro noticiou que o coronel Mário de Campos tinha sido homenageado com o grau de Comendador na Ordem da Instrução Pública. Nessa altura, tinha deixado recentemente de estar ao comando do Grupo de Artilharia Pesada n.º 2, no Forte da Ameixoeira, onde permaneceu um ano para completar o serviço efetivo que lhe era necessário para a sua promoção ao posto imediato. Durante o seu comando, foi responsável pelo desenvolvimento daquele grupo, através da aquisição de novo material, obras nas fortificações, entrega de um estandarte, e uma sala de aulas da Escola Regimental, cuja cerimónia de inauguração teve a presença do ministro da Guerra.
Ao longo da sua carreira militar, destacou-se pela sua capacidade de estudo e por defender a disseminação do conhecimento, tendo iniciado as suas atividades literárias aos dezanove anos, como colaborador na Revista Militar, tendo depois começado a escrever também para a Revista do Exército e da Armada. Posteriormente também trabalhou em vários periódicos como o Diário de Lisboa, O Primeiro de Janeiro e A Voz, e no Boletim da Sociedade de Geografia. Também fez parte de várias comissões de estudo sobre diversas áreas, como a aviação comercial, o transporte ferroviário, a presença portuguesa na Primeira Guerra Mundial, e a arborização das florestas.
Em 1908, foram editados os seus primeiros livros, A cavalaria portuguesa na guerra da Península e Desenho panorâmico militar, tendo esta última tornado-se uma obra de referência no âmbito do desenho militar. Também publicou o livro Portugal na Quadrela da Flandres.
Morreu em Lisboa.

## Homenagens
Em 15 de fevereiro de 1919, foi homenageado com o grau de Comendador na Ordem Militar de Cristo, e em 28 de junho do mesmo ano também recebeu o grau de Comendador na Ordem de Santiago da Espada. Em 5 de outubro de 1923, foi honrado com o grau de Grande Oficial na Ordem Militar de Avis, e em 5 de outubro de 1932 recebeu o grau de Comendador na Ordem da Instrução Pública. Também foi homenageado com o grau de Cavaleiro na Ordem de São Bento de Avis, de Comendador na Ordem de Santiago de Espanha, de Oficial ma Ordem da Coroa da Bélgica, de Grande Oficial na Ordem Militar de Paris, de Oficial na Ordem da Coroa da Itália, com a Ordem Nacional da Legião de Honra, com a Ordem de Serviços Distintos do Reino Unido, e em 19 de setembro de 1942 com o grau de Comendador na Ordem Nacional do Cruzeiro do Sul. Recebeu igualmente uma Medalha de Prata de Comportamento Exemplar, uma Cruz de 2.ª Classe da Ordem do Mérito Militar de Espanha, e uma Medalha de Prata de Bons Serviços.